# Cannonball Adderley Quintet in Chicago
Cannonball Adderley Quintet in Chicago (пізніше у 1964 році випущений як Cannonball & Coltrane на Limelight) — студійний альбом американського джазового саксофоніста Кеннонболла Еддерлі, випущений у 1959 році лейблом Mercury.

## Опис
На цій сесії грав секстет Майлза Девіса без самого лідера зразка 1959 року, яка пізніше була перевидана під назвою Cannonball & Coltrane. Кеннонболл Еддерлі грає на альт-саксофоні, з ним Джон Колтрейн на тенор-сакософоні, піаніст Вінтон Келлі, басист Пол Чемберс та ударник Джиммі Кобб. Сесія звукозапису проходила 3 лютого 1959 року на студії Universal Recording Studio в Чикаго. На композиції «Limehouse Blues» чудовий обмін соло двох саксофоністів, в той час як власна «Wabash» Еддерлі більш спокійна. 

## Список композицій
1. «Limehouse Blues» (Дуглас Фербер, Філіп Брем) — 4:40
2. «Stars Fell on Alabama» (Мітчелл Перріш, Френк Перкінс) — 6:14
3. «Wabash» (Джуліан «Кеннонболл» Еддерлі) — 5:47
4. «Grand Central» (Джон Колтрейн) — 4:30
5. «Weaver of Dreams» (Джек Елліотт, Віктор Янг) — 5:33
6. «The Sleeper» (Джон Колтрейн) — 7:17

## Учасники запису
- Кеннонболл Еддерлі — альт-саксофон (1—4, 6)
- Джон Колтрейн — тенор-саксофон (1, 3—6)
- Вінтон Келлі — фортепіано
- Пол Чемберс — контрабас
- Джиммі Кобб — ударні

Технічний персонал
- Джек Трейсі — продюсер
- Берні Клеппер — інженер